# Colla Firth

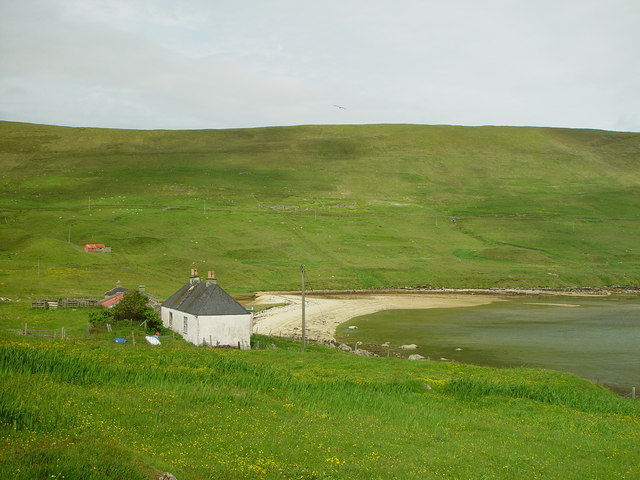
Haus am westlichen Ende der Bucht

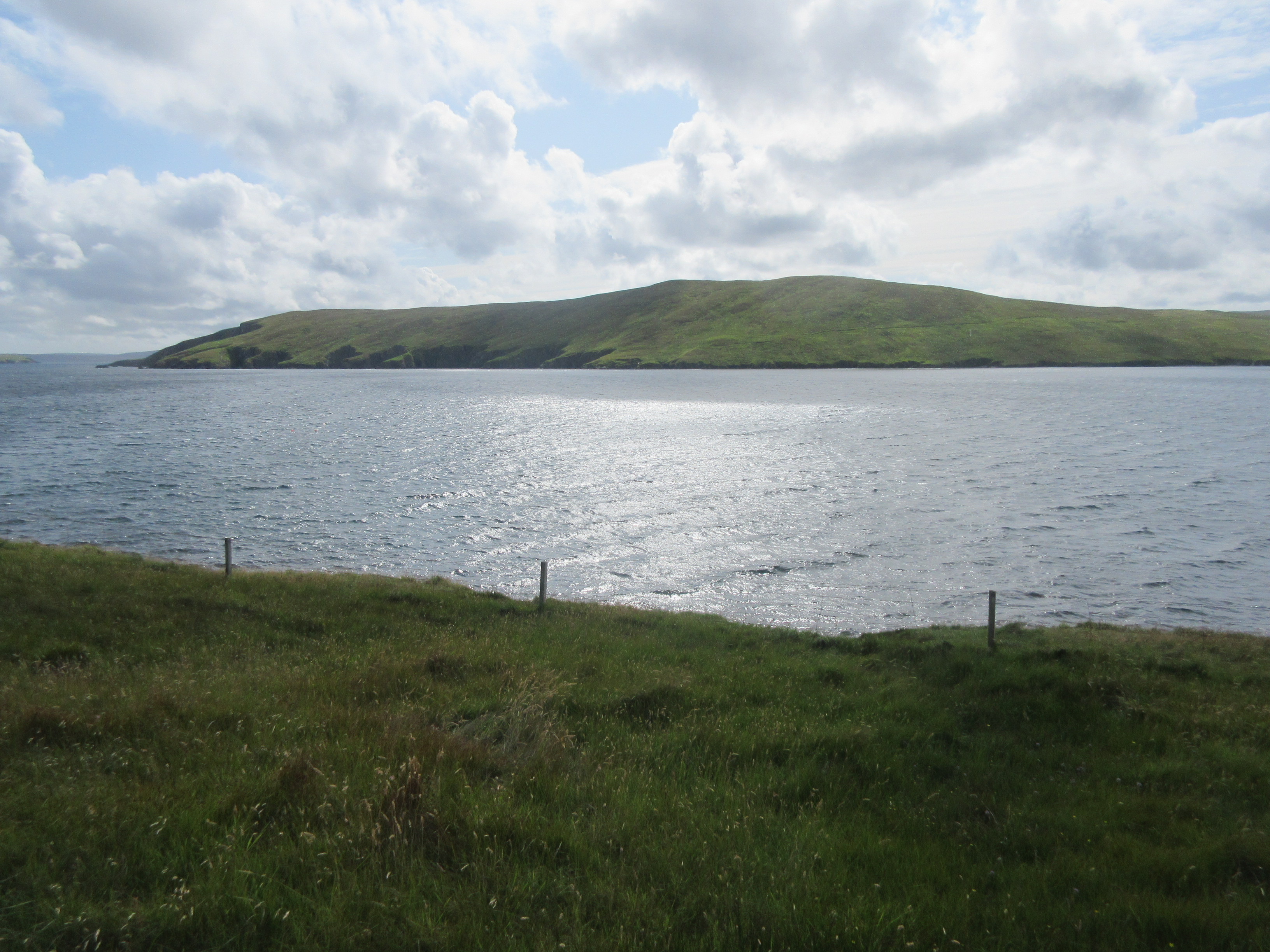
Blick von Süden über die Bucht

Die Colla Firth ist eine Meeresbucht, die im Nordwesten der zu Schottland zählenden Shetlands liegt.

## Geographie
Die Colla Firth liegt im Osten der Halbinsel Northmavine, die einen nordwestlichen Ausläufer von Mainland bildet. Die Bucht erstreckt sich vom Yell Sound nach Westen. Mit der Voe of the Brig gibt es eine kleine Nebenbucht im Norden. Östlich von ihr folgen zwei kleine Halbinseln, die Ness of Housetter und die Neap of Skea. An der stark zergliederten Küste folgt im Süden, jenseits der Halbinsel Ness of Queyfirth, die Bucht Quey Firth. Die einzige Ortschaft an der Küste ist Collafirth am südwestlichen Ende.

## Historisches
Zwischen 1904 und 1921 betrieb ein norwegisches Unternehmen eine Station für Fischer, von denen sie, mit ihren Schiffen, zum Walfang aufs Meer fuhren. Im Rahmen der historischen Gliederung Schottlands in Civil Parishes zählt die Colla Firth zu Northmaven.

## Verkehr
Am nordwestlichen Ende verläuft die A970, die in nördlicher Richtung nach Isbister führt.